# Едвард Статкевич

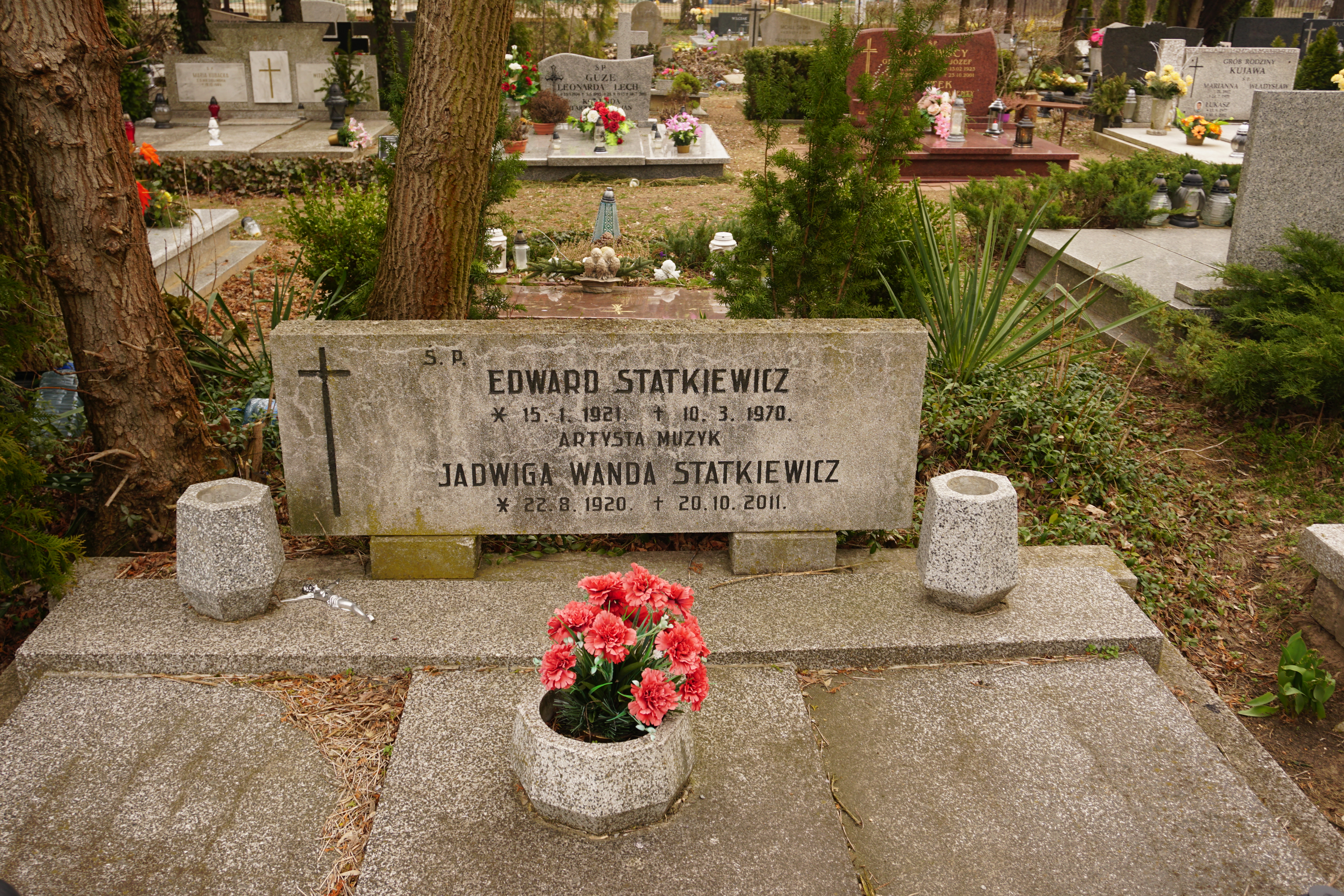
Могила професора Едварда Статкевича на Юніковському кладовищі

Едвард Статкевич (нар. 15 січня 1921, Кам'янець-Подільський — 10 березня 1970, Вроцлав, Польща) — польський скрипаль, професор Державної вищої школи музики в Познані.

## Біографія
Едвард був сином власника друкарні Мар'яна та Марії, уродженої Слаутової. Закінчив музичну консерваторію у Львові (1939). У цьому ж місті склав випускні іспити (1940). З 1941 по 1944 рік він грав як скрипаль у Львівському оперному театрі, а потім, до 1945 року, в симфонічному оркестрі Львівської філармонії. Паралельно відвідував консерваторію імені Миколи Лисенка та готувався до концертних виступів під керівництвом Ірени Дубіської. У 1945 році він переїхав до Катовіце і з 1946 року грав там у Великому симфонічному оркестрі Польського радіо. У 1950—1959 роках виступав як концертмейстер симфонічного оркестру Державної філармонії в Бидгощі. У цей час він розгорнув свою педагогічну діяльність. Викладав у Державній вищій школі музики в Сопоті (1953—1954), а з 1957 року у Вроцлаві. У 1959 році жив у Познані. У Державній вищій школі музики в Познані він очолив клас скрипки (після Здзіслава Янкема). З 1961 року завідувач кафедри струнно-смичкових інструментів. У 1963—1968 роках був президентом Музичного товариства ім. Генрика Венявського в Познані. Він також був у журі Міжнародних конкурсів скрипалів імені Венявського Генрика (1962 і 1967). Помер у Вроцлаві, але похований на Юніківському кладовищі в Познані (поле 9-5-E-27).

## Репертуар і досягнення
Його репертуар включав понад тридцять скрипкових концертів з оркестром, а також близько сорока сонат. У багатьох випадках він був першим виконавцем творів сучасних польських митців. Був лауреатом конкурсів скрипалів:
- Женева (1948),
- Берлін (1951),
- Познань (1952),
- Міжнародний конкурс Маргеріт Лонг і Жак Тібо в Парижі (7-а премія, 1953)[5][7].

## Сім'я
У 1945 році одружився з Ядвігою Зайдель (танцівницею), мав сина Войцеха 1946 року народження та доньку Ельжбету 1948 року народження.